# Axel Geller
Axel Geller (ur. 1 kwietnia 1999) – argentyński tenisista, triumfator juniorskiego Wimbledonu 2017 w grze podwójnej.

## Kariera tenisowa
Podczas swojej kariery wygrał trzy singlowe oraz trzy deblowych turnieje rangi ITF.
W 2017 roku zwyciężył w juniorskim turnieju Wimbledonu w grze podwójnej. Startując w parze z Hsu Yu-hsiou, pokonał w finale Jurija Rodionova i Michaela Vrbenskiego. W tym samym sezonie osiągnął dwa finały juniorskich turniejów wielkoszlemowych w grze pojedynczej: Wimbledonu, w którym przegrał w decydującym meczu z Alejandro Davidovichem Fokiną, oraz US Open, w którym został pokonany przez Wu Yibinga.
W rankingu gry pojedynczej najwyżej był na 539. miejscu (5 sierpnia 2019), a w klasyfikacji gry podwójnej na 622. pozycji (17 lutego 2020).

### Finały juniorskich turniejów wielkoszlemowych

#### Gra pojedyncza (0–2)
| Końcowy wynik | Nr | Data             | Turniej            | Nawierzchnia | Przeciwnik                  | Wynik finału |
| ------------- | -- | ---------------- | ------------------ | ------------ | --------------------------- | ------------ |
| Finalista     | 1. | 16 lipca 2017    | Wimbledon, Londyn  | Trawiasta    | Alejandro Davidovich Fokina | 6:7(2), 3:6  |
| Finalista     | 2. | 10 września 2017 | US Open, Nowy Jork | Twarda       | Wu Yibing                   | 4:6, 4:6     |

#### Gra podwójna (1–0)
| Końcowy wynik | Nr | Data          | Turniej           | Nawierzchnia | Partner      | Przeciwnicy                     | Wynik finału |
| ------------- | -- | ------------- | ----------------- | ------------ | ------------ | ------------------------------- | ------------ |
| Zwycięzca     | 1. | 16 lipca 2017 | Wimbledon, Londyn | Trawiasta    | Hsu Yu-hsiou | Jurij Rodionov Michael Vrbenský | 6:4, 6:4     |